# Schienenverkehr im Südsudan

Eisenbahnnetz des Sudan und des Südsudan

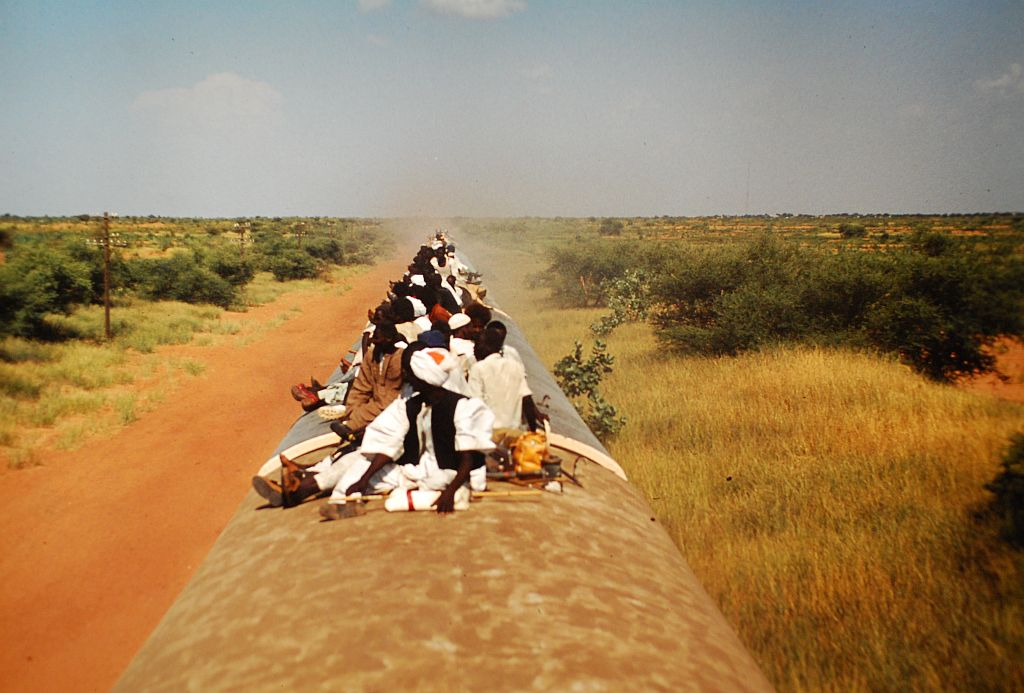
Auf dem ehemals nach Wau verkehrenden Personenzug

Der Schienenverkehr in Südsudan besteht derzeit lediglich aus dem südlichen Abschnitt der Bahnstrecke Babanusa–Wau.

## Status
Die Strecke wurde zwischen 1958 und 1962 erbaut, im Sezessionskrieg des Südsudan unterbrochen, mit Hilfe von UN-Mitteln wieder aufgebaut und ist seit 2010 wieder befahrbar.
 Siehe Hauptartikel Bahnstrecke Babanusa–Wau
Der im Südsudan liegende Abschnitt ist 248 km lang und einspurig. Ob er tatsächlich befahren wird, ist nicht bekannt.

## Pläne
Es bestanden Pläne, ein Eisenbahnnetz aufzubauen und dieses mit den bestehenden Eisenbahnnetzen Kenias und Ugandas zu verbinden. Schon seit 2004 wurde von dem deutschen Unternehmer Klaus Thormählen eine entsprechende 4100 km lange eingleisige Eisenbahnstrecke vorgeschlagen. Dabei soll – unter Verzicht auf Kompatibilität mit allen angrenzenden Eisenbahnnetzen – Normalspur zugrunde gelegt werden. Einnahmen aus dem Ölgeschäft sollen als Sicherheit für die Finanzierung dienen. Ein genauer Streckenverlauf sei festgelegt. Der erste Bauabschnitt von ca. 1000 km schlösse an die Ugandabahn in Kenia an und verbände die Städte Rongai (nordwestlich von Nairobi) mit Juba im Südsudan. Es war geplant, dass zumindest diese Teilstrecke bis zur Unabhängigkeit in Betrieb gehen sollte.
Ein weiteres Projekt, das diskutiert wurde, ist eine 1.028 km lange Bahnstrecke entlang des Weißen Nils von Juba nach Pakwach zu bauen, wo die Strecke auf die Eisenbahn von Uganda träfe. Dieses Projekt wurde durch eine Vereinbarung der Regierungen des Sudan und von Uganda vom 28. August 2008 abgelöst, die eine 920 km lange Strecke von Wau über Juba nach Gulu in Uganda vorsah.
Angesichts des desolaten Zustands der anschließenden Bahnen in Uganda und Kenia, ebenso wie der Kosten der Projekte in Relation zur Armut des Südsudan erscheint es wenig wahrscheinlich, dass sie bald verwirklicht werden.